# واکنش دارزنز
واکنش دارزنز (همچنین با نام‌های تراکم دارزنز یا تراکم استر گلیسیدیک نیز شناخته می‌شود) یک واکنش شیمیایی بین یک کتون یا آلدئید با یک آلفا-هالوستر در حضور یک باز است که منجر به تشکیل یک آلفا،بتا-اپوکسی‌استر می‌شود که با نام "استر گلیسیدیک" نیز شناخته می‌شود.این واکنش توسط شیمیدان آلی آگوست ژرژ دارزنز در سال ۱۹۰۴ کشف شد.